# Melkisetek II (ormiański patriarcha Konstantynopola)
Melkisetek II (ur. ?, zm. ?) – w latach 1698–1699 i 1700–1701 39. ormiański Patriarcha Konstantynopola.